# Leidys Oquendo
Leidys Oquendo Valdés (Camagüey, 23 luglio 1982 – 6 ottobre 2022) è stata una cestista cubana.

## Carriera
Con Cuba disputò due edizioni dei Campionati mondiali (2006, 2014) e quattro dei Campionati americani (2011, 2013, 2015, 2017).